# Cantonul Henrichemont
Cantonul Henrichemont este un canton din arondismentul Bourges, departamentul Cher, regiunea Centru, Franța.

## Comune
| Comune              | Populație (1999) | Cod poștal | Cod INSEE |
| ------------------- | ---------------- | ---------- | --------- |
| Achères             | 354              | 18250      | 18001     |
| La Chapelotte       | 181              | 18250      | 18051     |
| Henrichemont        | 1 829            | 18250      | 18109     |
| Humbligny           | 180              | 18250      | 18111     |
| Montigny            | 373              | 18250      | 18151     |
| Neuilly-en-Sancerre | 212              | 18250      | 18162     |
| Neuvy-Deux-Clochers | 282              | 18250      | 18163     |